# Nathalie Arthaud
Nathalie Arthaud (født 23. februar 1970 i Drôme i det sydøstlige Frankrig) er en fransk gymnasielærer og trotskistisk politiker.
Siden 2008 har Nathalie Arthaud fungeret som leder af og talsperson for partiet Arbejdernes kamp (Lutte ouvrière). 

## Kandidat ved præsidentvalg
Hun var partiets kandidat ved de franske præsidentvalg i 2012 og i 2017. Det forventes, at hun genopstiller i 2022.

## Tidligere ledere af partiet
I 2008 blev Nathalie Arthaud Arlette Laguiller's efterfølger som leder af Lutte ouvrière.
Arlette Laguiller (født 1940) var partiets talsperson i 1973–2008 , og hun var dets præsidentkandidat i 1974,  1981, 1988, 1995, 2002 og i 2007.